# Коммунистическая партия Советского Союза (2001)
«Коммунистическая партия Советского Союза» — коммунистическая партия, действующая на территории государств бывшего СССР с 2001 года.

## История
Возникла в 2001 году в результате раскола СКП — КПСС. Расколу предшествовало создание 15 июля 2000 года в Москве Коммунистической партии Союза России и Белоруссии, первым секретарем которой был избран Олег Шенин. 28 октября 2000 на Исполкоме Совета СКП-КПСС Геннадий Зюганов потребовал освобождения О. С. Шенина с поста председателя Совета СКП-КПСС и трех его заместителей — И. В. Лопатина, К. А. Николаева и А. М. Багемского. 20 января 2001 года на пленуме Совета СКП-КПСС, созванном под руководством Г. А. Зюганова, Е. К. Лигачёва, Е. И. Копышева, председателем Совета СКП-КПСС был избран Г. А. Зюганов. Данные действия поддержали лидеры компартий Украины, Грузии, Казахстана, Киргизии. 
21 июля 2001 г. сторонники О. С. Шенина провели в Москве свой «Чрезвычайный XXXII съезд Союза Коммунистических партий — КПСС», председателем Совета СКП — КПСС был избран О. С. Шенин.
На XXXIII съезде в феврале 2004 г. шенинский СКП — КПСС преобразовался в КПСС, сохранив при себе газету «Гласность». 
Во второй половине 2000-х годов КПСС О. С. Шенина начала сближение с РКРП — РПК В. А. Тюлькина, были приняты решения, направленные на объединение двух партий. При личном участии О. С. Шенина в апреле 2008 г. в Горках Ленинских VI съезд РКРП — РПК принял постановление «Об объединении коммунистов России и Советского Союза». 
В 2009 г. О. С. Шенин умер, после чего секретариат ЦК КПСС принял решение оставить за ним почётную должность председателя КПСС навечно.
С XXXIV съезда КПСС, прошедшего 20 марта 2010 года, должность первого секретаря ЦК КПСС непродолжительное время занимал вице-адмирал в отставке Владимир Березин (14 ноября 1940 — 16 июля 2010), а после его смерти в июле 2010 г. решением секретариата ЦК КПСС исполняющим обязанности первого секретаря ЦК КПСС стал капитан первого ранга в отставке, кандидат исторических наук, доцент Сергей Александрович Александров (род. 27 апреля 1959). На пленуме ЦК КПСС 20 ноября 2010 года С. А. Александров был избран Первым секретарём ЦК КПСС.
Группа членов КПСС во главе с генерал-лейтенантом, председателем общественной организации «Международный Союз Советских Офицеров им. Героя Советского Союза адмирала Н. И. Ховрина» (МССО) А. Г. Фоминым и капитаном первого ранга Б. Ф. Ерёменко, не признавших XXXIV съезд КПСС, приняли решение о подготовке альтернативного XXXIV съезда КПСС.
Июльский (2011 года) пленум ЦК КПСС утвердил постановление секретариата ЦК КПСС от 16 июня 2011 года о вхождении РКРП — РПК в состав КПСС, признал членов РКРП-РПК членами КПСС и утвердил проект Инструкции по слиянию организаций КПСС и РКРП — РПК в России там, где они существуют и работают параллельно. Первый секретарь Московского горкома КПСС К. А. Николаев выступил против слияния, за что был исключён из КПСС.
XXXV съезд КПСС состоялся в г. Москве 19 декабря 2015 года. Съезд заслушал доклады первого секретаря ЦК КПСС С. А. Александрова, секретаря ЦК КПСС Р. И. Косолапова, первого секретаря ЦК РКРП — КПСС В. А. Тюлькина, первого секретаря ЦК Таджикской коммунистической партии Ш. Д. Шабдолова, секретаря ЦК РКРП — КПСС по работе с молодёжью А. С. Батова и др. Делегаты положительно отметили вступление РКРП в КПСС и создание на территории России единых организаций РКРП — КПСС.
Съезд утвердил новую редакцию Устава КПСС и комиссию для внесения изменений и дополнений в Программу КПСС (председатель — С.А. Александров), выпустил постановления и обращения по разным вопросам. На состоявшемся после съезда пленуме был избран новый состав секретариата ЦК КПСС, первым секретарём ЦК КПСС вновь избран С. А. Александров. Секретарями ЦК КПСС избраны А. П. Барышев, Р. И. Косолапов, А. К. Черепанов, а также руководители республиканских коммунистических партий в составе КПСС: В. А. Тюлькин (РКРП — КПСС), Л. Е. Школьников (Белорусская коммунистическая рабочая партия), Т. Б. Нуруллаев (КП Азербайджана), Ш. Д. Шабдолов (КП Таджикистана).

## Съезды КПСС
- XXXII съезд СКП — КПСС: 21 июля 2001
- XXXIII съезд СКП — КПСС/КПСС: 29 февраля 2004
- XXXIV съезд КПСС: 20 марта 2010
- XXXV съезд КПСС: 19 декабря 2015[5]

## Руководители КПСС
- Олег Шенин — председатель Совета с 21 июля 2001 по 2009 год.
- Владимир Березин — первый секретарь ЦК КПСС (20 марта — 16 июля 2010), вице-адмирал в отставке.
- Сергей Александров — первый секретарь ЦК КПСС (c 20 ноября 2010), капитан первого ранга в отставке, кандидат исторических наук, доцент.